# Esther Applin
Esther Applin (24 novembre 1895 - 23 juillet 1972) est une géologue et paléontologue américaine. Elle obtient son diplôme de premier cycle en 1919 à l'université de Californie à Berkeley. Plus tard, elle obtient une maîtrise axée sur les microfossiles. Elle est l'une des figures de proue de l'utilisation des microfossiles pour déterminer l'âge des formations rocheuses dans le cadre de l'exploration pétrolière dans la région du Golfe du Mexique. Son travail consiste à examiner les microfossiles recueillis dans les trous de forage (en particulier les foraminifères) afin de déterminer l'âge de la roche dans laquelle la compagnie fore. Les découvertes d'Applin sont cruciales pour le succès des opérations de forage dans toute l'industrie pétrolière. En outre, sa contribution à la géologie et à l'étude de la micropaléontologie permet aux femmes géologues de se faire connaître et de gagner le respect du milieu.

## Enfance et éducation
Esther Applin naît sous le nom d'Esther Richards le 24 novembre 1895 à Newark, Ohio, de Gary Richards, ingénieur civil de l'armée américaine, et de Jennie DeVore. En raison du travail de son père, elle vit dans différentes villes de l'Ohio, puis plus tard à Fort Des Moines, dans l'Iowa, et déménage finalement à San Francisco à l'âge de 12 ans. Richards vit sur l'île d'Alcatraz avec sa famille de 1907 à 1920, alors que son père travaille à la construction de la prison d'Alcatraz. Depuis l'île, elle se rend à l'école en empruntant le ferry.
Richards fréquente l'université de Californie à Berkeley, où elle obtient en 1919 un diplôme avec mention en paléontologie, géologie et physiographie,. En 1920, elle quitte la Californie et s'installe à Houston pour travailler pour la compagnie pétrolière Rio Bravo, où elle est engagée par Edwin T. Dumble. Pendant qu'elle est à Berkeley, Richards concentre ses études sur les fossiles de plus grande taille ; toutefois, cette formation théorique s'avère peu utile pour le forage souterrain, car les restes de fossiles dans les déblais de forage sont trop petits pour être identifiés efficacement. Elle détermine que les microfossiles trouvés dans les déblais de forage peuvent être utiles pour la corrélation des formations rocheuses souterraines. Elle retourne ensuite en Californie et étudie la micropaléontologie, obtenant sa maîtrise.
En 1923, Edwin T. Dumble affecte fréquemment Esther Richards à des travaux de terrain en plein air avec Paul Esther Applin, un géologue. Leur relation s'est développée et ils se marient plus tard cette année-là. Elle a deux enfants : une fille, Louise (née en 1926), et un fils, Paul Jr. (né en 1927).

## Carrière et réalisations
En 1921, Esther Applin présente un article à Amherst, Massachusetts, exposant sa théorie selon laquelle les microfossiles peuvent être utilisés dans l'exploration pétrolière, notamment pour la datation des formations rocheuses dans la région du Golfe du Mexique. Sa théorie est ridiculisée par des géologues plus expérimentés et contestée par le professeure J.J. Galloway de l'université du Texas à Austin. Galloway est cité disant « Messieurs, voici cette petite fille, tout juste sortie de l'université, qui nous dit que nous pouvons utiliser les Foraminifères pour déterminer l'âge de la formation. Messieurs, vous savez que cela ne peut pas être fait »,. Galloway capitalise plus tard sur ses découvertes et utilise le processus pour consulter diverses compagnies pétrolières.
En 1925, Esther Applin est co-autrice d'un article avec Alva Ellisor et Hedwig Kniker, qui rapporte ses conclusions selon lesquelles les formations rocheuses pétrolifères de la région de la côte du Golfe peuvent être datées à l'aide de microfossiles. Esther Applin reste à Rio Bravo jusqu'en 1927, continuant à diriger l'utilisation de la micropaléontologie dans l'industrie pétrolière. Elle peut mener une carrière fructueuse au sein de la Rio Bravo Oil Company grâce à ses études de micropaléontologie, qui fournissent des fossiles indexés à la société qui se dispute les couches stratigraphiques les plus riches en pétrole. L'appariement des microfossiles indexés entre les couches stratigraphiques, non seulement dans la région de la côte du Golfe du Mexique, mais aussi dans d'autres régions, sont la principale forme d'exploration pétrolière pour les sociétés pétrolières. Les découvertes d'Applin se s'avère essentielles et irremplaçables pour les opérations de forage, jusqu'à ce que l'utilisation de diagraphies électriques devienne plus réalisable. Applin a un impact durable sur les femmes qui travaillentdans le domaine relativement nouveau de la géologie. Ses découvertes transforment la géologie en un domaine d'étude dans lequel les femmes peuvent se sentir beaucoup plus ouvertes — beaucoup plus que dans d'autres domaines plus établis.
Après avoir travaillé pour Rio Bravo Oil de 1920 à 1927, Esther Applin travaille comme consultante pour diverses autres compagnies pétrolières jusqu'en 1944. En 1944, elle et sa famille ont déménagé à Tallahassee, en Floride, où elle travaille aux côtés de son mari à l'United States Geological Survey, avec pour mission de relier les champs pétrolifères de l'est du Texas, à travers le sud-est des États-Unis et jusqu'en Floride, en utilisant la micropaléontologie et d'autres méthodes.
Au cours d'une étude menée en 1955 dans la région de la côte sud-est du Golfe des États-Unis, Esther Applin découvre 4 espèces de foraminifères jusqu'alors inconnues qui permettent de reconstituer les conditions environnementales préhistoriques en Alabama, en Géorgie et en Floride. En 1960, Esther Applin reçoit une plaque de la Gulf Association of Geological Studies en reconnaissance de ses réalisations et de ses contributions au domaine.
Après le déclin du « boom pétrolier », Esther Applin et sa famille déménagent à Jackson, Mississippi. De là, elle écrit des articles sur la stratigraphie, la structure des États du sud-est, et les foraminifères. En 1962, elle prend sa retraite de la Commission géologique et continue à faire des recherches et à publier des ouvrages.
En 1975, Edgar Wesley Owen écrit Trek of the Oil Finders, minimisant le rôle qu'Esther et ses collègues paléontologues féminines ont joué dans ces découvertes. Au lieu de cela, l'autrice fait l'éloge des hommes qui ne reconnaissent pas l'efficacité et la précision des foraminifères en biostratigraphie.

## Publications
- (en) Esther Esther Applin, A Microfauna From the Coker Formation, Alabama, Institut d'études géologiques des États-Unis (lire en ligne), chap. 1160-D.
- (en) Esther Esther Applin, A Biofacies of Woodbine Age in Southeastern Gulf Coast Region, Institut d'études géologiques des États-Unis (lire en ligne).
- (en) Paul Livingston Esther Applin et Esther Esther Applin, The Comanche Series and associated rocks in the subsurface in central and south Florida, Institut d'études géologiques des États-Unis, 1965 (lire en ligne).
- (en) Paul Livingston Esther Applin et Esther Esther Applin, « Regional subsurface stratigraphy, structure, and correlation of middle and early Upper Cretaceous rocks in Alabama, Georgia, and north Florida », US Geological Survey Publication,‎ 1947.
- (en) John Charles Maher et Esther R Esther Applin, « Geologic framework and petroleum potential of the Atlantic Coastal Plain and continental shelf », dans Professional Paper, Institut d'études géologiques des États-Unis, 1971 (DOI 10.3133/pp659).
- (en) Paul Livingston Esther Applin et Esther Esther Applin, Circular, Institut d'études géologiques des États-Unis, 1953 (DOI 10.3133/cir298, hdl 2027/uc1.32106020888019), « The cored section in George Vasen's Fee well 1, Stone County, Mississippi ».
- (en) Paul L. Esther Applin et Esther R. Esther Applin, The Cored Section in George Vasen's Fee Well 1 Stone County, Mississippi, Institut d'études géologiques des États-Unis, 1953 (lire en ligne).